# Африканери

Національний прапор африканерів

Африкане́ри або африканде́ри (афр. Afrikaners, дос. «африканці», [afriˈkɑːnərs]) — народ в Південній Африці, що включає в себе тих, чиї предки свого часу виїхали з Європи та оселилися у південних областях Африки. Більшість цих південноафриканців мають голландські, французькі та німецькі корені. Основна маса народу проживає в ПАР та Намібії. Усередині африканерів виділяється субкультура бурів. Більшість африканерів належить до Голландської реформатської церкви Південної Африки та Африканської протестантської церкви. Рідна мова — африкаанс, утворилася на основі південних діалектів нідерландської мови (до початку XX століття нідерландська використовувалася як літературна мова). Загальна чисельність — близько 3 500 000 осіб.

## Назва
Термін «бури», що закріпився за колишніми європейцями, в даний час вживається з дещо іронічним і навіть деколи образливим відтінком, вказуючи на обмеженість і не найвищий рівень освіти, оскільки бури були фермерами. А ось назва «африканери» використовується широко, кажучи про приналежність до жителів Африки.

## Субкультурні спільноти у складі африканерів
- Капські голландці (афр. Kaaps-Hollandse, англ. Cape Dutch) — білі поселенці в районі Кейптауна, безперервно проживають там з моменту голландської колонізації і змирилися з британською окупацією (див. Також Капського-голландська архітектура).
- Бури (нід. boeren — «селяни») — білі фермери-африканери. Відрізняються консервативним укладом життя. По релігії — протестанти.
  - Фуртреккери — буквально «піонери», учасники «Великого трека». Не прийнявши британську окупацію Капської колонії, вони попрямували у 1835 році в центральні райони і на Південно-Східне узбережжя Південної Африки, заснувавши там незалежні республіки, що проіснували до 1902.
  - Трекбури (нід. Trekboeren) — білі переселенці, учасники колонізаційного руху з району Кейптауна в східному і північно-східному напрямках.

З останньої третини XIX століття поступово починає формуватися єдина етнічна спільність африканерів. Найважливішими чинниками зростання національної самосвідомості стала англо-бурська війна 1899—1902 років і подальша боротьба за збереження своєї мови і культури.